# Paolo Bossini
Paolo Bossini (Brescia, 29 de junio de 1985) es un deportista italiano que compitió en natación, especialista en el estilo braza.
Ganó dos medallas en el Campeonato Europeo de Natación, oro en 2004 y plata en 2006, y cuatro medallas en el Campeonato Europeo de Natación en Piscina Corta entre los años 2004 y 2007.
Participó en dos Juegos Olímpicos de Verano, ocupando el cuatro lugar en Atenas 2004 y el octavo en Pekín 2008, en la prueba de 200 m braza.

## Palmarés internacional
| Campeonato Europeo                  | Campeonato Europeo   | Campeonato Europeo | Campeonato Europeo |
| Año                                 | Lugar                | Medalla            | Prueba             |
| ----------------------------------- | -------------------- | ------------------ | ------------------ |
| 2004                                | Madrid (España)      | Medalla de oro     | 200 m braza        |
| 2006                                | Budapest (Hungría)   | Medalla de plata   | 200 m braza        |
| Campeonato Europeo en Piscina Corta |                      |                    |                    |
| Año                                 | Lugar                | Medalla            | Prueba             |
| 2004                                | Viena (Austria)      | Medalla de oro     | 200 m braza        |
| 2005                                | Trieste (Italia)     | Medalla de bronce  | 200 m braza        |
| 2006                                | Helsinki (Finlandia) | Medalla de bronce  | 200 m braza        |
| 2007                                | Debrecen (Hungría)   | Medalla de plata   | 200 m braza        |